# Sceloporus formosus
Espèce
Synonymes
- Sceloporus viviparus Cope, 1885

Statut de conservation UICN

 LC  : Préoccupation mineure
Sceloporus formosus est une espèce de sauriens de la famille des Phrynosomatidae.

## Répartition
Cette espèce est endémique du Mexique. Elle se rencontre dans les États du Guerrero, de Puebla, d'Oaxaca et du Veracruz.

## Description
C'est un saurien vivipare.

## Liste des sous-espèces
Selon The Reptile Database (22 février 2013) :
- Sceloporus formosus formosus Wiegmann, 1834
- Sceloporus formosus scitulus Smith, 1942

## Publications originales
- Smith, 1942 : Mexican herpetological miscellany. Proceedings of the United States National Museum, vol. 92, p. 349-395 (texte intégral).
- Wiegmann, 1834 : Herpetologia mexicana, seu Descriptio amphibiorum Novae Hispaniae quae itineribus comitis De Sack, Ferdinandi Deppe et Chr. Guil. Schiede in Museum zoologicum Berolinense pervenerunt. Pars prima saurorum species amplectens, adjecto systematis saurorum prodromo, additisque multis in hunc amphibiorum ordinem observationibus. Lüderitz, Berlin, p. 1-54 (texte intégral).